# پناه حسین
پناه حسین (ترکی آذربایجانی: Pənah Çodar oğlu Hüseynov / Пәнаһ Чодар оғлу Һүсејнов؛ زادهٔ ۲۸ اکتبر ۱۹۵۷) سیاست‌مدار اهل جمهوری آذربایجان است.